# Opp (Alabama)
Opp es una ciudad del Condado de Covington, Alabama, Estados Unidos. Según el censo de 2000 tenía una población de 6.607, y en 2005 contaba con 6658 habitantes.

## Demografía
| 6,846                      | 6,735 | 6,690 | 6,672 | 6,644 | 6,658 |
| (Fuente: [cita requerida]) |       |       |       |       |       |